# Харитонов, Константин Петрович
Константи́н Петро́вич Харито́нов (1881—1942) — земский деятель, член III Государственной думы от Уфимской губернии.

## Биография
Православный. Из потомственных дворян Уфимской губернии. Сын государственного контролера Петра Алексеевича Харитонова и Елены Константиновны Кауфман, внук инженер-генерала К. П. Кауфмана. Землевладелец Уфимской губернии (2300 десятин).
Окончил Санкт-Петербургскую 3-ю гимназию (1900) и Санкт-Петербургский университет по юридическому факультету (1905).
По окончании университета был зачислен кандидатом на судебные должности при Уфимском окружном суде. Вскоре, выдержав испытание на старшего кандидата, был назначен исполняющим обязанности товарища прокурора по городу Уфе. Будучи на службе в Уфе принимал деятельное участие в трудах комитета, образованного в 1907 году Вольно-экономическим обществом, по оказании помощи населению, пострадавшему от неурожая. Осенью 1908 был командирован в Москву в распоряжение сенатора Гарина, ревизовавшего по Высочайшему повелению московские правительственные установления. Избирался гласным Уфимского уездного и губернского земских собраний, почетным мировым судьей.
29 августа 1909 года на дополнительных выборах в Государственную думу от общего состава выборщиков губернского избирательного собрания был избран на место В. Е. Косоротова. Входил во фракцию прогрессистов. Состоял членом комиссий: по запросам, об охоте и по направлению законодательных предположений. В 1911 году был избран также председателем Уфимской уездной земской управы, в каковой должности пробыл один год. По окончании срока полномочий III Государственной думы вернулся к земской деятельности в Уфимской губернии.
В Гражданскую войну участвовал в Белом движении в Сибири. С 30 сентября 1918 года состоял членом юридического совещания при Временном Всероссийском правительстве. С 12 января 1919 года был юрисконсультом, а с 28 февраля — старшим юрисконсультом управления делами Российского правительства адмирала Колчака. 13 июня 1919 был назначен товарищем главноуправляющего делами Верховного правителя и Совета министров, несколько раз исполнял обязанности главноуправляющего. Кроме того, состоял членом восточного отдела Главного комитета Всероссийского земского союза.
После поражения Колчака эмигрировал в Китай. С 1920 года жил в Харбине. Был членом правления Пригородного банка Харбина, служил в правлении КВЖД. Возглавлял Уфимское землячество в Харбине. Умер в 1942 году.